# Piotr Kulicki
Piotr Wojciech Kulicki (ur. 23 lutego 1969 w Zabrzu) – polski filozof, profesor nauk humanistycznych, profesor w Katedrze Podstaw Informatyki Instytutu Filozofii Katolickiego Uniwersytetu Lubelskiego Jana Pawła II.

## Życiorys
W 1993 ukończył studia filozoficzne na KUL. 20 czerwca 2000 obronił pracę doktorską Logika programowania a sylogistyka Arystotelesa, 28 marca 2012 habilitował się na podstawie pracy zatytułowanej Aksjomatyczne systemy rachunku nazw. W roku 2013 objął funkcję profesora nadzwyczajnego w Instytucie Filozofii. W latach 2015–2019 prodziekan Wydziału Filozofii Katolickiego Uniwersytetu Lubelskiego Jana Pawła II, od roku 2019 dyrektor Instytutu Filozofii Katolickiego Uniwersytetu Lubelskiego Jana Pawła II. Tytuł profesora otrzymał 28 listopada 2019 r.

## Wybrane publikacje
- Piotr Kulicki, Modele dla sylogistyki Arystotelesa w dziedzinie dwuelementowej, „Roczniki Filozoficzne”, 1998, s. 239–242, ISSN 0035-7685, OCLC 922424717 [dostęp 2021-08-01].
- Piotr Kulicki, Minimalne empiryczne podstawy teorii bytu a modele dla logiki nazw, „Roczniki Filozoficzne”, 2010, s. 29–39, ISSN 0035-7685, OCLC 995368339 [dostęp 2021-08-01].
- Piotr Kulicki, On a minimal system of Aristotle's syllogistic, „Bulletin of the Section of Logic.”, 40, 2011, s. 129–145, ISSN 0138-0680, OCLC 999182349 [dostęp 2021-08-01] (ang.).
- Piotr Kulicki, On minimal models for pure calculi of names, „Logic and Logical Philosophy.”, 22, 2013, s. 429–443, ISSN 1425-3305, OCLC 899792653 [dostęp 2021-08-01] (ang.).
- Piotr Kulicki, An axiomatisation of a pure calculus of names, „Studia Logica: an international journal for symbolic logic.”, 100, 2012, s. 921–946, ISSN 0039-3215, OCLC 998437383 [dostęp 2021-08-23] (ang.).
- Piotr Kulicki, Pablo F Castro, Deontic Logics Based on Boolean Algebra, 2014, OCLC 5661054346 [dostęp 2021-08-23] (ang.). Brak numerów stron w książce
- Piotr Kulicki, Robert Trypuz, Completely and partially executable sequences of actions in deontic context, „Synthese Synthese”, 192 (4), 2015, s. 1117–1138, ISSN 0039-7857, OCLC 5702878528 [dostęp 2021-08-23] (ang.).
- Piotr Kulicki, Robert Trypuz, Connecting Actions and States in Deontic Logic, „Stud Logica Studia Logica”, 105 (5), 2017, s. 915–942, ISSN 0039-3215, OCLC 7012986299 [dostęp 2021-08-23] (pol.).
- Xin Sun i inni, A Simple Voting Protocol on Quantum Blockchain, „Int J Theor Phys International Journal of Theoretical Physics”, 58 (1), 2019, s. 275–281, ISSN 0020-7748, OCLC 7893625942 [dostęp 2021-08-23] (ang.).
- Piotr Kulicki, Robert Trypuz, Jerzy Kalinowski’s Logic of Normative Sentences Revisited, „Stud Logica Studia Logica : An International Journal for Symbolic Logic”, 103 (2), 2015, s. 389–412, ISSN 0039-3215, OCLC 5803262223 [dostęp 2021-08-23] (ang.).
- Kulicki i inni, Who is obliged when many are involved? Labelled transition system modelling of how obligation arises., „Artif Intell Law 29”, 2021, s. 395–415.